# Laodike IV
Laodike IV, död efter 175 f.Kr, var en drottning i det seleukidiska riket i Syrien. Hon var gift med sina bröder Seleukos IV och Antiochos IV.
Hon var dotter till Antiochos III den store och Laodike III. Hon gifte sig 196 f.Kr med sin äldste bror, tronföljaren Antiochos. Detta var det första syskonäktenskap som förekom i den seleukidiska dynastin. Hon blev änka 193. Fadern gifte därefter bort henne med hennes yngre bror och nästa tronföljare, Seleukos IV, som utnämndes till medregent. Själv blev Laodike utnämnd till att bli översteprästinna för den kult fadern hade inrättat för modern efter dennas död. År 187 f.Kr efterträdde hon och hennes bror fadern som seleukiderrikets samregerande kungapar. De är det första seleukidiska kungapar som finns avbildade på mynt. Efter makens död 175 f.Kr efterträddes han av deras son. Laodike gifte sig med sin yngre bror Antiochos IV, som adopterade hennes son och blev hennes och hennes sons medregent. Hennes dödsår är okänt. År 170 f.Kr mördade hennes tredje bror-make hennes son.   
Barn
Barn med Antiochos
1. Antiochos
2. Nysa, drottning av Pontos

Barn med Seleukos IV
1. Antiochus
2. Demetrios I Soter
3. Laodike V